# El Ancón, Guerrero
El Ancón är en ort i Mexiko.   Den ligger i kommunen Coyuca de Catalán och delstaten Guerrero, i den södra delen av landet, 200 km sydväst om huvudstaden Mexico City. El Ancón ligger 245 meter över havet och antalet invånare är 137.
Terrängen runt El Ancón är kuperad åt nordväst, men åt sydost är den platt. Runt El Ancón är det ganska glesbefolkat, med 34 invånare per kvadratkilometer. Närmaste större samhälle är Ciudad Altamirano, 6,5 km sydost om El Ancón. Omgivningarna runt El Ancón är en mosaik av jordbruksmark och naturlig växtlighet.